# Trésor Luntala
Trésor Luntala (Kinshasa, 31 maggio 1982) è un ex calciatore congolese (Repubblica Democratica del Congo), di ruolo centrocampista.

## Carriera

### Club
Ha giocato con vari club.

### Nazionale
Ha più volte rappresentato la Nazionale della Repubblica Democratica del Congo.